# Písničky (1956–1964)
Písničky (1956–1964) (1996) je album Jiřího Suchého. Obsahuje celkem 29 písniček, přičemž prvních šestnáct je reedicí prvního LP Jiřího Suchého Písničky, vydaného roku 1964 Klubem přátel poezie. Bonusové snímky (17–29) tvoří živé nahrávky Akord Clubu z Reduty z roku 1957. 
Touto reedicí začala vydavatelská edice Bontonu Písničky ze Semaforu, ve které zatím vyšlo sedm alb. Album je vydáno v grafické úpravě původní LP desky, obsahuje booklet s fotkami a s obsáhlým komentářem Jiřího Suchého.

## Písničky
1. Letní den (anonym / Jiří Suchý) – 3:08
zpívá Vlasta a Viktor Sodomovi; hraje Akord Club; 1956
2. Blues pro tebe (Jiří Suchý) – 1:42
Jiří Suchý; Jiří Bažant (piano), Luděk Hulan (kontrabas), Vladimír Tomek (kytara); Československý rozhlas 1958
3. Bílá myška v deliriu (Jiří Šlitr / Jiří Suchý) – 1:50
Jiří Suchý a Vilém Rogl; Akord Club; 1956 v Redutě
4. Metamorfózy (Jaroslav Jakoubek / Jiří Suchý) – 1:44
Jiří Suchý; Jiří Bažant (piano), Luděk Hulan (kontrabas), Vladimír Tomek (kytara); Československý rozhlas 1958
5. Blues na cestu poslední (Jiří Suchý) – 2:29
Jiří Suchý; Jiří Bažant (piano), Luděk Hulan (kontrabas), Vladimír Tomek (kytara); Československý rozhlas 1958
6. Já žiju dál (Jiří Suchý) – 2:23
Jiří Suchý; Jiří Bažant (piano), Luděk Hulan (kontrabas), Vladimír Tomek (kytara); Československý rozhlas 1958
7. Blues o zmoklé slepici (Jaroslav Jakoubek / Jiří Suchý) – 2:53
Jiří Suchý; Milan Dvořák (piano), Jan Arnet (kontrabas), Karel Turnovský (bicí); studio Strahov 21. ledna 1964
8. Barvy – laky (reklamní písnička) (Jiří Šlitr / Jiří Suchý) – 2:29
Jiří Suchý a Pavlína Filipovská; skupina Ferdinanda Havlíka; studio Strahov, 1964
9. Malé kotě (Jiří Šlitr / Jiří Suchý) – 2:26
Jiří Suchý, Waldemar Matuška a sbor; skupina Ferdinanda Havlíka; Československá televize 21. prosince 1962
10. Malý blbý psíček (Jiří Šlitr / Jiří Suchý) – 3:12
Jiří Suchý; skupina Ferdinanda Havlíka; studio Strahov 29. ledna 1964
11. Želví blues (Jiří Suchý) – 3:10
Eva Pilarová; skupina Ferdinanda Havlíka; studio Strahov 30. ledna 1964
12. Svítání (Josef Suchánek / Jiří Suchý) – 2:18
Jiří Suchý; Milan Dvořák (piano), Jan Arnet (kontrabas), Karel Turnovský (bicí); studio Strahov 23. ledna 1964
13. Zlá neděle (Jiří Šlitr / Jiří Suchý) – 4:17
Jiří Suchý; Milan Dvořák (piano), Jan Arnet (kontrabas), Karel Turnovský (bicí); studio Strahov 21. ledna 1964
14. Blues o stabilitě (Jiří Šlitr / Jiří Suchý) – 2:46
Jiří Suchý; skupina Ferdinanda Havlíka; studio Strahov 29. ledna 1964
15. Tu krásu nelze popsat slovy (Jiří Šlitr / Jiří Suchý) – 2:55
Jiří Suchý a Jiří Šlitr; skupina Ferdinanda Havlíka; studio Strahov 19. února 1963
16. V kašně (Jiří Šlitr / Jiří Suchý) – 2:16
Jiří Suchý a Jiří Šlitr; Malý orchestr Karla Vlacha; Československá televize 31. ledna 1964
17. The World Is Waiting for the Sunrise (Ernest Seitz / Gene Lockhart) a přivítání Vlasty Sodomové – 1:13
18. Tralala (Tra La La, J. Parker / Jiří Suchý) – 1:56
zpívá Vlasta Sodomová
19. Nechci být už nikdy sama (anonym / Viktor Sodoma) – 2:22
Vlasta a Viktor Sodomovi
20. Pozvání (Who Wants to Be a Millioner?, Cole Porter / Jiří Suchý) – 1:52
Vlasta Sodomová a Jiří Suchý
21. Tvídlidej (Tweedlee Dee, Winfield Scott / Jiří Suchý) – 2:47
Vlasta Sodomová
22. Protože jen ten, kdo zpívá (Sugarbush, Josef Marais / Jiří Suchý) – 1:40
Vlasta Sodomová a Jiří Suchý
23. Vesnická romance (The Faithful Hussar, H. Frantzen / Jiří Suchý) – 2:33
Viktor Sodoma a Jiří Suchý
24. JZD Boogie (C'est un garcon un p'tit peu fou, M. Philippe-Gérard, F. Moslay / Jiří Suchý) – 2:37
Jiří Suchý a Vilém Rogl
25. Zdvořilý Woody (Jiří Šlitr / Jiří Suchý) – 1:37
Jiří Suchý
26. Zastřelilo tele krávu (Jiří Suchý) – 3:10
Jiří Suchý
27. Tak jak plyne řeky proud (Rock Around the Clock, Max C. Freedman, James E. Myers (pseudonym Jimmy De Knight) / Jiří Suchý) – 2:10
Viktor Sodoma
28. Blues pro tebe (Jiří Suchý) – 3:57
Jiří Suchý
29. Potkala ryba papouška (Ricochet, Larry Coleman, Joe Darion a Norman Gimbel / Jiří Suchý) – 2:46
Vlasta a Viktor Sodomovi